# Kanton Bastia-3
Der Kanton Bastia-3 ist seit 1973 ein französischer Kanton im Arrondissement Bastia im Département Haute-Corse der Region Korsika. Er besteht aus einem Teilbereich der Stadt Bastia.